# ロセンド・ルイス
ロセンド・ルイス・スアレス（Rosendo Ruiz Suárez、1885年3月1日 - 1983年1月1日）は、トローバの創始者のひとりと考えられている、キューバの歌手、ギタリスト、作曲家。カンシオン (Canción) から、ボレロ、グアヒーラ (guajira)、バンブコ (bambuco) など様々なスタイルで200曲以上の楽曲を作曲した。彼は人気のあるパフォーマーであり、いくつもの人気楽団を作ったが、録音はほとんど残さなかった。一世紀近くまで長生きし、キューバの音楽に大きな影響を与えた。

## 経歴
ロセンド・ルイス・スアレスは、1885年3月1日にサンティアーゴ・デ・クーバで生まれた。長じて仕立て屋になったが、音楽に興味を寄せるようになった。シンド・ガライと同じように、ルイスは貧しい出自であり、ギターは独学であった。ペペ・サンチェスのレッスンを受けてギターの奏法を学んで、音楽グループの一員に起用され、サンティアーゴ・デ・クーバ近郊の裕福な白人たちの「フィエスタ (fiesta)」を盛りあげていた。しかし、金銭のなかった彼はシエンフエーゴスに移り、さらにハバナへと流れていった。彼が最初に作曲した作品は「 Venganza de amor」で、1902年に書かれた。後には「Mares y arenas」を書き、これにはフランシスコ・ベレス・アルバラード （Francisco Vélez Alvarado) が歌詞を付けた。この曲は、1911年にハバナのマルティ劇場 (Teatro Martí) で、プロとしての初舞台だったホセ・ガレギート・パラパル (José "Galleguito" Parapar) が初演して、大きな成功を収めた。。
ルイスの作品が録音された最初の事例は、1914年にマリア・テレサ・ベガとラファエル・セケイラ (Rafael Zequeira) が吹き込んだ「Tere y Gela」出会った。このデュオは、以降、ルイスの作品を数多く吹き込み、またギターにマヌエル・コロナを迎えて「Rosina y Virginia」(別名：Dos lindas rosas）、「Confesión」、「Naturaleza」、「Encanto de Estela」、「Patria y honor」、「Violeta」、「Mi Cuba bella」、「Llanto del corazón」、「Cuba aliada」などが録音されあ。1917年には、社会主義者たちのアンセム「Redención」を書き、1919年5月1日のメーデー（国際労働者の日）にハバナのパイレット劇場 (Teatro Payret) でお披露目された。1918年には、ホセ・カスティージョ (José Castillo) とマヌエル・ルナ (Manuel Luna)が、彼の最も有名な歌「Falso juramento」を吹き込んだ。1926年には、リードギターにビタリーノ・マタス (Vitaliano Matas)、ボーカルにエウセビオ・コルソ (Eusebio Corzo)、リードボーカルにラファエル・ルイス (Rafael Ruiz) を起用して、クアルテト・クーバ (Cuarteto Cuba) を結成した。1929年にはエミリオ・ベタンコート (Emilio Betancourt)、エンリケ・エルナンデス (Enrique Hernández) とともにトリオ・ハバナ (Trío Habana) を結成し、同年のうちにブランズウィック・レコードに録音を残した。1929年には、セビリアで開催されたイベロアメリカ博覧会において栄誉賞を贈られた。
1932年には、エントニオ・マチンが率いるクアルテト・マチン (Cuarteto Machín} がニューヨークにおける録音で、ルイス作の「Junto a un cañaveral」を吹き込み、フリオ・クエバの楽団がルイスのプレゴン（物売り歌） (pregón) 「Se va el dulcerito」をパリで録音した。1936年、ルイスは、サンティアゴ出身のデュオとして活動していたギレルモ・ロドリゲス・フィフェ (Guillermo Rodríguez Fiffe) とエンリケ・バルス (Enrique Valls) と組んで、トリオ・アズール (Trío Azul) をハバナで結成した。このグループは、ロドリゲス・フィフェ作の「Bilongo」（別名：「La negra Tomasa」）をヒットさせた。彼らは1937年には、ビクターのためにシングル「La comparsa Malaco / Solavaya」を吹き込んだ。
ルイスが書いたギターの手引き書はいくつもの版を重ね、1967年にはフォールム・デ・ラ・トローバ (Forum de la Trova) の会長となった。ルイスの息子であるロセンド・ルイス・ケベド (Rosendo Ruiz Quevedo) は、ロセンド・ルイス・ジュニアとして活動するミュージシャンとなり、キューバで最も多産な作曲家の一人となった。ルイスは、1983年1月1日に、キューバのハバナにおいて、97歳で死去した。